# Vacanza/E via e via e via
Vacanza/E via e via e via è un singolo del cantautore Gianni Davoli pubblicato nel 1979.

## Descrizione
Il disco (pubblicato nel 1979 con la casa discografica Harmony) contiene due canzoni. La seconda traccia intitolata E via e via e via è stata pubblicata già sette anni prima ed è stata racchiusa nell'album Indimenticabile del 1972. Tra le due tracce, quella inedita è la prima, ovvero Vacanza.

## Tracce
1. Vacanza - 3:45 (S.Longo, G.Davoli, P.Chiuchiarelli, G.C.Di Gloria)
2. E via e via e via - 4:40 (S.Longo, G.Davoli, P.Chiuchiarelli)